# 1946 Walraven
Walraven (asteroide 1946) é um asteroide da cintura principal, a 1,7516638 UA. Possui uma excentricidade de 0,2360924 e um período orbital de 1 268,25 dias (3,47 anos).
Walraven tem uma velocidade orbital média de 19,66925007 km/s e uma inclinação de 8,1712º.
Esse asteroide foi descoberto em 8 de Agosto de 1931 por Hendrik van Gent.